# Thelotornis
Thelotornis – rodzaj węży z podrodziny Colubrinae w rodzinie połozowatych (Colubridae).

## Zasięg występowania
Rodzaj obejmuje gatunki występujące w Afryce Subsaharyjskiej.

## Systematyka

### Etymologia
Thelotornis: gr. θελητης thelētēs „mający upodobanie”; ορνις ornis, ορνιθος ornithos „ptak”.

### Podział systematyczny
Do rodzaju należą następujące gatunki:
- Thelotornis capensis Smith, 1849
- Thelotornis kirtlandii (Hallowell, 1844)
- Thelotornis mossambicanus (Bocage, 1895)
- Thelotornis usambaricus Broadley, 2001